# Peter Thole
Peter Thole (* 1957) ist ein deutscher Hochschullehrer und Maschinenbauingenieur.

## Leben
Thole studierte von 1978 bis 1984 Maschinenbau an der RWTH Aachen (Diplom) und am Imperial-College London (Management Science). Als externer Doktorand promovierte er 1997 zum Dr.-Ing. an der RWTH Aachen am Lehrstuhl von Dieter Stoll mit einer Dissertation zum Thema „Entwicklung eines Projektinformationssystems für Planung, Genehmigung und Realisierung von Deponien als Instrument des Projektmanagements“. Zwischen 1984 und 1990 durchlief er diverse Stationen als Projekt- und Abteilungsleiter in der Industrie, u. a. bei der Thyssen Industry AG. Seit 1988 ist Thole als Hochschullehrer an der Hochschule Karlsruhe, seit 1990 Professor im Fachbereich Wirtschaftsingenieurwesen an der Fakultät für Wirtschaftswissenschaften. Parallel hat er von 2000 bis 2016 das Steinbeis-Transferzentrums  „Technologie und Organisation“, Vaihingen/Enz, geleitet und namhafte Industrieunternehmen beraten. Thole ist verheiratet und hat drei Kinder.